# Willy Brandt
Willy Brandt (Lübeck, 18. prosinca 1913. – Unkel kod Bonna, 8. listopada 1992.), njemački političar i državnik.
Dobitnik je Nobelove nagrade za mir 1971. godine za rad na poboljšanju odnosa s Njemačkom Demokratskom Republikom, Poljskom i Sovjetskim Savezom. Njegova kontroverznost u Njemačkoj dosegla je vrhunac kad je poslije špijunske afere morao podnijeti ostavku.

## Rani život, rat
Brandt je pod imenom Herbert Ernst Karl Frahm rođen u njemačkom gradu Lübecku, kao nezakoniti sin, mornara iz Lübecka, Karla Herberta Frahmai majke Marije. Njegova majka je radila u robnoj kući kao obična radnica. Postao je šegrt brodara F. H. Bertlinga. Pridružio se "Socijalističkoj omladini" 1929. godine, a 1930. godine Socijaldemokratskoj partiji Njemačke.
Napustio je SPD da bi se učlanio u ljeviju Socijalističku radničku partiju (SAP), koja je u to vrijeme bila bliska POUM-u u Španjolskoj i ILP-u u Britaniji. Godine 1933., uz pomoć svojih veza u luci iz vremena dok je bio šegrt, napustio je Njemačku i otputovao za Norvešku, kako bi izbjegao progon od nacističkih agenata. Tada je sebi zamijenio identitet pseudonimom Willy Brandt.
Od rujna do prosinca 1936. godine posjećivao je Njemačku, predstavljajući se kao norveški student Gunnar Gaasland. Godine 1937. radio je kao novinar u Španjolskoj. 1938. godine Njemačka mu je oduzela državljanstvo, tako da je podnio zahtjev za dobivanje norveškog državljanstva. Godine 1940. uhitila ga je njemačka okupacijska vojska, ali nije identificiran jer je nosio norvešku uniformu. Tijekom pritvora uspio je pobjeći u neutralnu Švedsku. U kolovozu 1940. postao je državljanin Norveške podigavši putovnicu u norveškom veleposlanstvu u Stockholmu, gdje je živio do kraja rata.

## GradonačelnikBerlina, ministar vanjskih poslova, kancelar
Vratio se u Berlin 1946. godine, radeći za norvešku vladu. Godine 1948. započeo je svoju političku karijeru u Socijaldemokratskoj partiji Njemačke (SPD) u Berlinu. Postao je njemački državljanin, a svoj dotadašnji pseudonim je formalizirao. Zbog njegovih istupa protiv sovjetske uloge u mađarskoj revoluciji 1958. i protiv Hruščovljeva prijedloga da Berlin postane slobodnim gradom vladalo je mišljenje da pripada desnom krilu svoje stranke, što se kasnije promijenilo. Podržavao ga je moćni izdavač Axel Springer. Od 3. listopada 1957. do 1966. bio je gradonačelnik Zapadnog Berlina, u stresnom vremenu za grad, kada je izgrađen Berlinski zid.
Za predsjednika SPD-a izabran je 1964. godine. Na tom je mjestu bio sve do 1987.
Godine 1961. bio je SPD-ov kandidat za kancelara, kada je izgubio od Konrada Adenauera i njegove Kršćansko-demokratske unije Njemačke (CDU). 1965. godine ponovo se kandidirao i izgubio od popularnog Ludwiga Erharda. Ali Erhardova je vlada kratko trajala, i 1966. oformljena je velika koalicija SPD-a i CDU-a. Brandt postaje ministar vanjskih poslova i potpredsjednik vlade (vicekancelar). Poslije izbora 1969. godine, ponovo s Brandtom na čelu izborne liste, SDP ojačava i poslije tri tjedna pregovora stvara se vladajuća koalicija s malom liberalnom Slobodnom demokratskom strankom Njemačke (FDP).
Brandt postaje kancelar. Njegove su domaće reforme često kočili koalicijski partneri u Bundestagu i lokalne vlasti (osobito CDU/CSU). 1970. godine postaje osoba godine magazina TIME.
U vanjskim poslovima Brandt će ostati poznat po svojoj „istočnoj politici“ koja se najviše ogledala u poboljšanju odnosa s Njemačkom Demokratskom Republikom, SSSR-om, Poljskom i ostalim državama Istočnog bloka.
„Istočna politika“ je bila kontroverzna, zbog čega je nekoliko članova njegove koalicije promijenilo stranu. U svibnju 1972. opozicijska CDU se nadala da će uspjeti dobiti većinu u Bundestagu i tražila je raspravu o nepovjerenju Brandtovoj vladi. Na opće iznenađenje, glasovanje je propalo. Puno kasnije saznalo se da je ministarstvo državne sigurnosti Njemačke Demokratske Republike platilo dvama članovima CDU-a da glasuju za Brandtov ostanak na vlasti. Neki Nijemci su smatrali da je Brandtova „istočna politika“ veleizdajnička.
Politika dijaloga s komunističkim državama, dakako, doprinijela je promjeni mentaliteta ljudi u Istočnom bloku i potpomogla pad tadašnjih komunističkih režima na istoku.
Da bi zadao protuudarac teorijama o svojim simpatijama prema komunizmu, Brandt je implementirao zakone koji su blokirali nastupe svim radikalnim političkim opcijama u Njemačkoj. Te su se odluke odnosile i na ekstremnu ljevicu i na ekstremnu desnicu.

## Ostavka
Godine 1973. njemačka je sigurnosna organizacija dobila informaciju da je jedan od Brandtovih pomoćnika, Günter Guillaume, špijun NjDR-a. Brandta su zamolili da nastavi svoj uobičajeni posao, s čime se složio, kao i da ode na zajednički vikend s Guillaumeom. Guillaume je uhićen 24. travnja 1974. U isto vrijeme, u dnevnim novinama su se pojavile glasine o Brandtovu privatnom životu (da je imao kratku ljubavnu vezu sa znatno mlađom ženom). U jednom trenutku Brandt je pomišljao i na samoubojstvo, kada je čak napisao oproštajno pismo. Unatoč svemu, nastavio je živjeti preuzevši odgovornost. Ostavku je podnio 7. svibnja 1974. godine. 
Brandta je na mjestu kancelara zamijenio socijaldemokrat Helmut Schmidt.

## Kasniji život
Poslije kancelarskog mandata ostao je predsjednik SPD-a sve do 1987., a zadržao je i svoje zastupničko mjesto u Bundestagu. Bio je na čelu Socijalističke internacionale od 1976. do 1992., radeći na proširenju te organizacije izvan granica Europe. 1977. godine imenovan je na mjesto prvog čovjeka nezavisne komisije za razvoj, u kojoj je 1980. sastavio izvješće u kojem se govori o drastičnim promjenama u namjerama razvijenih država da poboljšaju razvitak Trećeg svijeta. To je izvješće poznato kao Brandtovo izvješće.
1983. godine postojala je opasnost da bi vlast u Portugalu na izborima mogli preuzeti komunisti; Brandt je podržao Soarezovu demokratsku socijalističku stranku, koja je doživjela veliku pobjedu, a Portugal je ostala demokratska zemlja. Također je podržao Felipea Gonzalesa poslije smrti Franca u Španjolskoj.
Krajem 1989. postao je jedan od prvih vođa u Zapadnoj Njemačkoj koji je pozdravio ideju ujedinjenja dvije Njemačke. Njegovu javnu izjavu „Sada zajedno raste ono što je zajedničko“ često se citiralo tih dana.
Jedno od posljednjih pojavljivanja Brandta u javnosti bio je let za Bagdad, gdje je trebao osloboditi zatvorenike koje je Sadam Husein držao poslije invazije na Kuvajt 1990. godine.
Brandt je bio član Europskog parlamenta od 1979. do 1983. godine i počasni predsjednik SPD-a od 1987. sve do smrti 1992. Kad je SPD preselio svoju centralu iz Bonna u Berlin sredinom `90-ih, nazvao ju je „Kuća Willyja Brandta“.